# 岡崎市立恵田小学校
岡崎市立恵田小学校（おかざきしりつ えたしょうがっこう）は、愛知県岡崎市恵田町にある公立小学校。

## 概要
1874年（明治7年）4月に創立した。

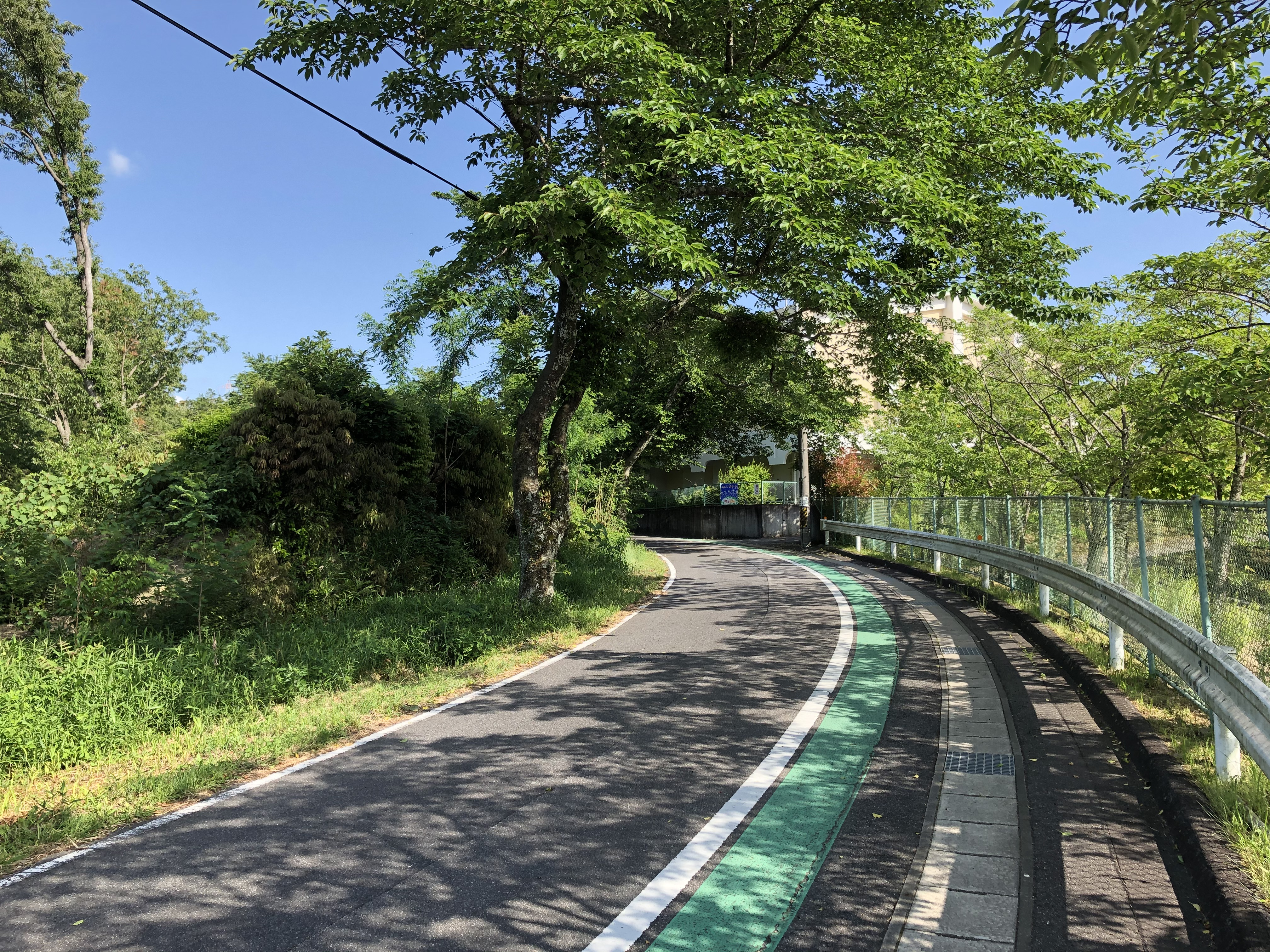
隣接する道路。運動場近く。

岩津小学校と大樹寺小学校（河原町、百々町、堂前町）とともに、岡崎市立岩津中学校の学区を構成する。
| 調査日       | 児童数 | 通常学級 | 特別支援学級 |
| ------------ | ------ | -------- | ------------ |
| 2013年4月8日 | 94人   | 6        | 1            |
| 2019年5月1日 | 49人   | 6        | 0            |
| 2020年5月1日 | 47人   | 6        | 1            |
| 2021年5月1日 | 43人   | 6        | 1            |

## 学区
| 町名                                                                             | 進学先     |
| -------------------------------------------------------------------------------- | ---------- |
| 恵田町、丹坂町、駒立町、真福寺町字落合、真福寺町字女ケ谷（通称ライクタウン花園） | 岩津中学校 |

## 沿革
- 1874年（明治7年）4月 - 奥殿香山学校の分校として、恵田村の浄教坊に学校を創立[5]。
- 1903年（明治36年）12月 - 町村合併の結果、額田郡恵田尋常小学校となる。
- 1955年（昭和30年）2月 - 額田郡が岡崎市に合併されたことに伴い、岡崎市立恵田中学校と校名変更。
- 1957年（昭和32年）12月 - 落葉スキー開始。
- 1989年（平成元年）11月 - 愛知県立岡崎聾学校との交流教育の実践が認められ、「岡崎教育文化賞」受賞。
- 1992年（平成4年）11月 - 愛知県立岡崎聾学校との交流教育の実践が認められ、博報賞ならびに文部大臣奨励賞を受賞。